# Tadeusz Sumień
Tadeusz Sumień (ur. 11 kwietnia 1929 w Warszawie, zm. 9 lipca 2015) – polski architekt i urbanista, wykładowca akademicki, wieloletni dyrektor Instytutu Gospodarki Przestrzennej i Mieszkalnictwa, członek Oddziału Warszawa Stowarzyszenia Architektów Polskich oraz Oddziału Łódź, a także Towarzystwa Urbanistów Polskich.  

## Życiorys
W 1954 ukończył studia na Wydziale Architektury Politechniki Krakowskiej. W 1976 uzyskał stopień doktora nauk technicznych, w 1979 habilitację, a w 1992 uzyskał tytuł profesora zwyczajnego.
Autor licznych projektów architektonicznych i urbanistycznych, w tym m.in. osiedla Retkinia w Łodzi, zrealizowanego we współpracy z Krystyną Krygier, oraz osiedla Wielkopolska B w Łodzi, stworzonego wspólnie z Szymonem Walterem.
Był również autorem wielu publikacji naukowych z dziedziny urbanistyki. Wśród nich można wymienić: Krytyka i ocena architektonicznego kształtowania środowiska mieszkaniowego (1973), Ochrona miast i zachowanie starych zasobów : podstawy metodyczne (1987), Kreacja i percepcja architektury miasta (1989), Ekologiczne miasta, osiedla, budynki (1991), Integracja przestrzeni europejskiej (1993), Marketing obszarowy miast, gmin i regionów - ważny instrument promocji rozwoju zrównoważonego (1997), Miasta-bramy na wschodnich rubieżach Polski i zewnętrznej granicy Unii Europejskiej i NATO (2007) czy Podstawy rozwoju małych miast w Polsce : diagnoza - prognoza - synteza stanu istniejącego i zamierzonego (2009).
W 1963 został uhonorowany Brązowa Odznaką SARP, a w 1968 Srebrną Odznaką SARP.